# Лысовка (Хмельницкая область)
Лысовка (укр. Лисівка) — село в Ярмолинецком районе Хмельницкой области Украины.
Население по переписи 2001 года составляло 301 человек. Почтовый индекс — 32120. Телефонный код — 3853. Занимает площадь 1,53 км². Код КОАТУУ — 6825888402.

## Местный совет
32134, Хмельницкая обл., Ярмолинецкий р-н, с. Сутковцы

## Известные уроженцы, жители
Станислав Казимирович Боровский (20.02.1914 — 16.01.1985) — помощник командира взвода роты автоматчиков 205-го гвардейского стрелкового Краснознамённого полка, гвардии старший сержант, участник Великой Отечественной войны, кавалер ордена Славы трёх степеней.